# Eenparige stroming
Een eenparige stroming is een stroming in een open leiding, kanaal of waterloop waarbij de dwarsdoorsnede over de gehele lengte gelijk blijft, of de waterdiepte ook overal dezelfde is. Indien de stroomsnelheid tevens onafhankelijk is van tijd en plaats, spreekt men van uniforme stroming. De door het verval opgewekte kinetische energie wordt in een dergelijke situatie geheel gedissipeerd door de wrijving.

## Externe bron
- Guido Wyseure, Stroming van Vloeistoffen, Syllabus Fysische transportverschijnselen I106/I125,KU Leuven, blz. 45 ev.